# Relacions entre l'Azerbaidjan i Israel
Les relacions entre l'Azerbaidjan i Israel són les relacions diplomàtiques establertes entre la República de l'Azerbaidjan i l'Estat d'Israel. Ambdós països mantenen una estreta cooperació des de 1992. L'Azerbaidjan és un dels països amb majoria musulmana, juntament amb Turquia, Egipte, Jordània, el Sudan, Kosovo, el Marroc, Albània, els països del Golf (excepte Qatar) i les altres antigues repúbliques soviètiques, que han desenvolupat relacions estratègiques i econòmiques bilaterals amb Israel.
En la reunió del president Ilham Alíev amb el primer ministre d'Israel, Benjamin Netanyahu, Alíev va elogiar el paper actiu de la comunitat jueva que viu a l'Azerbaidjan en el desenvolupament de les relacions bilaterals entre els països.

## Història
El 18 d'octubre de 1991, la declaració d'independència del parlament de l'Azerbaidjan va portar el país a recuperar la seva sobirania, i el novembre de 1991 Turquia es va convertir en el primer estat a reconèixer-la formalment. El 25 de desembre de 1991, Israel va reconèixer formalment la independència de l'Azerbaidjan, convertint-se en un dels primers estats a fer-ho, i va establir relacions diplomàtiques amb el país el 7 d'abril de 1992.
En 1993, Israel va obrir una ambaixada a la capital azerbaidjanesa, Bakú.
Els llaços entre Israel i l'Azerbaidjan es van enfortir des de principis de la dècada de 1990. La relació estratègica incloïa la cooperació en assumptes comercials i de seguretat, intercanvis culturals i educatius, etc. Les relacions van entrar en una nova fase l'agost de 1997 durant la visita del llavors primer ministre israelià Benjamin Netanyahu a Bakú. Des de llavors, Israel ha estret els seus llaços amb l'Azerbaidjan i ha ajudat a modernitzar les Forces Armades d'aquest país. L'exèrcit israelià ha estat un dels principals proveïdors d'armament d'aviació, artilleria, antitancs i antiinfanteria per a l'Azerbaidjan.
El 29 de juliol de 2021 es va inaugurar a Tel-Aviv l'oficina de representació comercial i turística de l'Azerbaidjan.
El 18 de novembre de 2022, el parlament de l'Azerbaidjan va aprovar una llei per l'obertura d'una ambaixada del país a Tel-Aviv. Les obres de l'edifici ja havien començat un mes abans.